# Singbäume

Singbäume

Die Singbäume (finnisch Laulupuut) sind eine Skulptur in Helsinki in Finnland.

## Lage
Sie befindet sich südlich des Konzerthauses Musiikkitalo in der Helsinkier Innenstadt östlich der Straße Mannerheimintie.

## Gestaltung und Geschichte
Die Skulptur wurde vom Bildhauer Reijo Hukkanen aus Stahl und Aluminium geschaffen und im August 2012 aufgestellt. Sie ist bis zu 13 Meter hoch, 6 Meter breit und 9 Meter tief und stellt unter anderem einen stehenden Hecht dar.
Die Idee zur Gestaltung der Skulptur kam Hukkanen anhand einer von ihm bereits 1991 in New York als Souvenir gekauften Figur eines aufrecht stehenden Wals. Die Arbeit wurde vom Gedicht Hauen laulu des Dichters Aaro Hellaakoski, in dem ein Hecht auf einen Baum klettert und singt, sowie dem finnischen Nationalepos Kalevala inspiriert. Ihre Gestaltung will die Architektur des Konzerthauses aber auch die umgebende Landschaft aufnehmen. Die Skulptur soll Lebensfreude wecken.